# Rezolucija Vijeća sigurnosti UN-a 721
Rezolucijom Vijeća sigurnosti UN-a 721, jednoglasno usvojenom 27. studenoga 1991., nakon ponovne potvrđivanja Rezolucije 713 (1991) o situaciji u SFR Jugoslaviji (tj. u Hrvatskoj), Vijeće je snažno podržalo napore glavnog tajnika Javiera Péreza de Cuéllara i njegovog osobnog izaslanika da pomognu okončati izbijanje borbi u dijelovima zemlje, u nadi da će uspostaviti mirovna misija.
Vijeće je međutim napomenulo da se raspoređivanje mirovne misije ne može dogoditi bez potpunog pridržavanja uključenih strana potpisanih sporazuma o prekidu vatre. U rezoluciji se također navodi da će Vijeće ispitati preporuke glavnog tajnika uključujući preporuku o uspostavi moguće mirovne misije u zemlji.

## Vanjske poveznice
| Wikizvor | Engleski Wikizvor ima izvorni tekst na temu: United Nations Security Council Resolution 721 |

- Text of the Resolution at undocs.org